# اولمستد ۳۲۸۷
سیارک ۳۲۸۷ (به انگلیسی: 3287 Olmstead، نامگذاری:1981DK1) سه هزار و دویست و هشتاد و هفتمین سیارک کشف شده‌است که در ۲۸ فوریه ۱۹۸۱ کشف شد.
قدر مطلق سیارک برابر ۱۵٫۰۰ است.